# Алазиа да Соммарипа, Грегорио
Грегорио Алазиа да Соммарипа (итал. Gregorio Alasia da Sommaripa; 1578, Соммарива-дель-Боско — 13 сентября 1626, Рим) — итальянский католический священник, лексикограф и историк. Автор первого итало-словенского словаря.

## Биография
Урождённый Алессандро Алазиа да Соммарипа происходил из знатной семьи. В 1596 году он принял монашество в сервитском монастыре своего родного города, после чего отправился учиться в Рим. Оттуда в 1601 году, в чине диакона, он отправился в Дуино по приглашению и в сопровождении графа Делла Торре, который в рамках контрреформации заключил с сервитами соглашение о постройке монастыря их ордена в этом городе. По окончании строительства Алазиа да Соммарипа был назначен главой монастыря и рукоположён в сан священника. В октябре 1607 года он вернулся в Италию и через восемь лет заступил на службу наместником в римскую Церковь Святого Марцелла на виа дель Корсо. В ноябре 1625 года он по обвинению в торговле реликвиями был заключён в сервитскую темницу в Корнето. Спустя время, с него были сняты все обвинения и он вернулся на свою должность в Рим, где умер в 1626 году.

## Научная деятельность
Свои первые небольшие книги и различные материалы, посвящённые истории сервитского ордена, месту рождения и своей родословной он писал на итальянском языке и латыни. Выучив в Дуино словенский язык, он в 1607 году составил итало-словенский словарь (итал. Vocabolario Italiano e Schiavo), состоящий из 2633 слов и содержащий в себе трактаты о словенской грамматике, склонениях, спряжениях и правилах записи числительных. Сделав это в попытке помочь находящимся в Словении иностранным священникам проводить службы и читать мессы, он стал первым человеком в истории, составившим подобный словарь для этих языков. Единственная сохранившаяся копия словаря хранится в Люблянской библиотеке.
Из его исторических трудов наиболее известны его совместная с Арканджело Джани работа об истории ордена сервитов (итал. Annales dell'Ordine dei serviti), датируемая 1612 годом и хранящаяся ныне в Национальной библиотеке Флоренции агиографическая работа, неопубликованная им при жизни.